# Anthomyia aenea
Anthomyia aenea är en tvåvingeart som först beskrevs av Malloch 1934.  Anthomyia aenea ingår i släktet Anthomyia och familjen blomsterflugor. Inga underarter finns listade i Catalogue of Life.